# Barry University
Die Barry University (Barry-Universität) ist eine römisch-katholische Privatuniversität in Miami Shores, einem Vorort von Miami im US-Bundesstaat Florida.

## Geschichte
Die Hochschule wurde 1940 zunächst als Barry College for Women von Patrick Barry (1868–1940), Bischof von St. Augustine, und seiner jüngeren Schwester, Mutter Mary Gerald Barry, Generalpriorin der dominikanischen Ordensgemeinschaft der Adrian Dominican Sisters (Suore Domenicane della Congregazione del Santo Rosario) in Adrian, Michigan, gegründet. 1954 wurden erstmals männliche Studenten zugelassen, eine allgemeine Zulassung männlicher Studenten für alle Studiengänge erfolgte am 17. Oktober 1975. Am 13. November 1981 wurde das Barry College in die heutige Barry University umgewandelt.

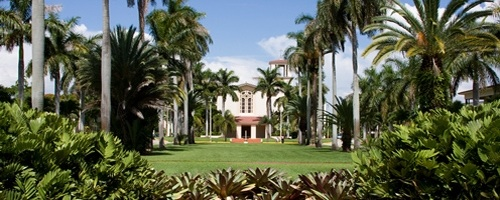
Cor Jesu Chapel (Barry University)

## Hochschule
Der 36 Hektar große Hauptcampus befindet sich in Miami Shores; Niederlassungen gibt es in Orlando (Dwayne O. Andreas School of Law) und in Saint Petersburg (Physician Assistant Program). Die Monsignor William Barry Memorial Library gilt als führende katholische Bibliothek in den USA. Zentral liegt die Cor Jesu Chapel.
Die Hochschule bietet 50 Bachelor- und Masterprogramme sowie PhD-Programme an den Fakultäten/Schulen:
- Frank J. Rooney School of Adult and Continuing Education
- College of Arts and Sciences
- D. Inez Andreas School of Business
- Adrian Dominican School of Education
- College of Health Sciences
- School of Human Performance and Leisure Sciences
- Dwayne O. Andreas School of Law
- School of Podiatric Medicine
- Ellen Whiteside McDonnell School of Social Work

## Zahlen zu den Studierenden
Von den 6.958 Studierenden im Herbst 2022 strebten 3.122 (44,9 %) ihren ersten Studienabschluss an, sie waren also undergraduates. Von diesen waren 63 % weiblich und 37 % männlich. 3.836 der Studierenden (45,1 %) arbeiteten auf einen weiteren Abschluss hin, sie waren postgraduates. Die Universität zählt fast 70.000 Personen zu ihren Ehemaligen (Alumni).

## Präsidenten
Die bisherigen sieben Präsidenten – sechs Präsidentinnen und ein Präsident – der Universität waren bzw. sind:
- 1940–1961 M. Gerald Barry (1881–1961)
- 1962–1963 M. Genevieve Weber
- 1963–1974 M. Dorothy Browne
- 1974–1981 M. Trinita Flood
- 1981–2004 Jeanne O’Laughlin
- 2004–2019 Linda Bevilacqua OP
- 2019–0000 Mike Allen

## Persönlichkeiten
- Shaquille O’Neal (* 1972), Basketballspieler, Schauspieler und Rapper, Promotion an der Barry-Universität 2012[7]
- Alberto Rojas (* 1965), Bischof von San Bernardino, studierte als Doktorand ab 2006 an der Barry-Universität, wurde 2011 noch vor dem Abschluss zum Weihbischof für Chicago ernannt[8]
- Laura Loomer (* 1993), politische Aktivistin und Influencerin rechtsextremer, islamfeindlicher und rassistischer Positionen und Verschwörungserzählungen